# Ukraina i olympiska vinterspelen 1994

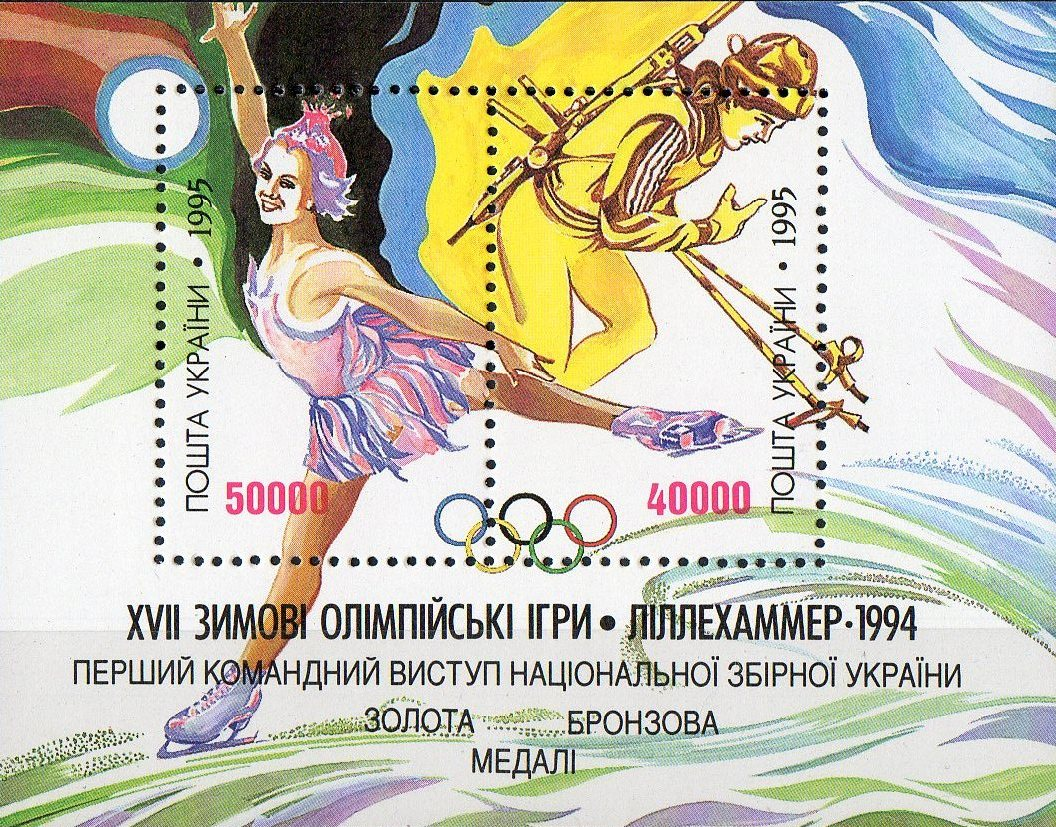
Ukrainskt frimärke från 1994

Ukraina deltog med 37 deltagare vid de olympiska vinterspelen 1994 i Lillehammer. Totalt vann de en guldmedalj och en bronsmedalj.

## Medaljer

### Guld
- Oksana Bajul - Konståkning.

### Brons
- Valentina Tserbe - Skidskytte, 7,5 kilometer.